# 김봉래 (육상 선수)
김봉래(金奉來, 1942년 7월 15일 ~ )는 대한민국의 육상 선수, 지도자로 주 종목은 마라톤, 장거리 달리기이다. 그는 1968년 하계 올림픽 마라톤 종목에 참가했다.

## 기록

### 대회 기록
- 1966년 아시안 게임 마라톤 4위(2시간 49분 50초)
- 1968년 하계 올림픽 마라톤 38위(2시간 43분 56초)